# Hemmingen (Badenia-Wirtembergia)

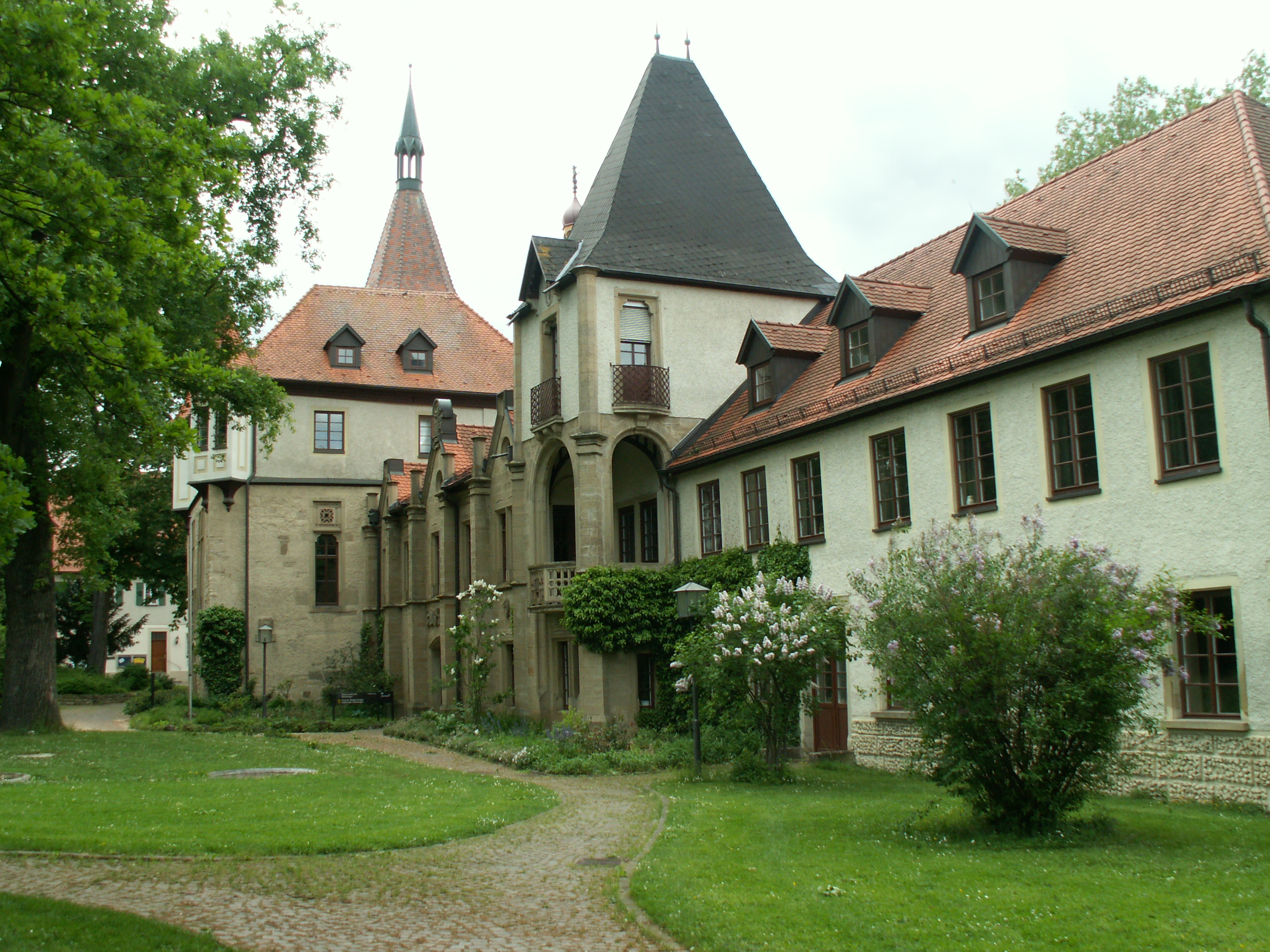
Były zamek, obecnie ratusz

Hemmingen – miejscowość i gmina w Niemczech, w kraju związkowym Badenia-Wirtembergia, w rejencji Stuttgart, w regionie Stuttgart, w powiecie Ludwigsburg, wchodzi w skład związku gmin Schwieberdingen-Hemmingen. Leży ok. 12 km na zachód od Ludwigsburga.